# ГЕС Бор-лез-Орг
ГЕС Бор-лез-Орг (фр. Barrage de Bort-les-Orgues) — гідроелектростанція у центральній Франції. Знаходячись вище від ГЕС Мареж-Сен-П'єр, складає верхній ступінь в каскаді на річці Дордонь (права притока Гаронни), яка дренує південно-західну сторону основної частини Центрального масиву.
Для накопичення ресурсу на Дордоні звели аркову бетонну греблю висотою 124 метри, довжиною 390 метрів та товщиною від 8 до 80 метрів, на спорудження якої знадобилось 700 тис. м3 матеріалу. Вона утримує водосховище площею поверхні 1,09 км2 та об'ємом 477 млн м3.
Машинний зал станції, розташований біля греблі, обладнано двома турбінами типу Френсіс потужністю по 115 МВт. При напорі у 115 метрів це забезпечує річну виробітку на рівні 400 млн кВт-год.